# Primera División 1943-1944 (Spagna)
La Primera División 1943-1944 è stata la 13ª edizione della massima serie del campionato spagnolo di calcio, disputata tra il 26 settembre 1943 e il 9 aprile 1944 e concluso con la vittoria del Valencia, al suo secondo titolo.
Capocannoniere del torneo è stato Mundo (Valencia) con 27 reti.

## Classifica finale
|  | Pos. | Squadra             | Pt | G  | V  | N | P  | GF | GS | DR  |
|  | ---- | ------------------- | -- | -- | -- | - | -- | -- | -- | --- |
|  | 1.   | Valencia            | 40 | 26 | 18 | 4 | 4  | 73 | 32 | +41 |
|  | 2.   | Atlético Aviación   | 34 | 26 | 15 | 4 | 7  | 66 | 49 | +17 |
|  | 3.   | Siviglia            | 32 | 26 | 12 | 8 | 6  | 60 | 46 | +14 |
|  | 4.   | Real Oviedo         | 29 | 26 | 12 | 5 | 9  | 71 | 47 | +24 |
|  | 5.   | Castellón           | 29 | 26 | 13 | 3 | 10 | 42 | 36 | +6  |
|  | 6.   | Barcellona          | 28 | 26 | 10 | 8 | 8  | 59 | 46 | +13 |
|  | 7.   | Real Madrid         | 28 | 26 | 11 | 6 | 9  | 48 | 38 | +10 |
|  | 8.   | Granada             | 26 | 26 | 9  | 8 | 9  | 41 | 46 | -5  |
|  | 9.   | Sabadell            | 25 | 26 | 11 | 3 | 12 | 53 | 60 | -7  |
|  | 10.  | Athletic Bilbao     | 25 | 26 | 10 | 5 | 11 | 47 | 51 | -4  |
|  | 11.  | Español             | 23 | 26 | 9  | 5 | 12 | 42 | 50 | -8  |
|  | 12.  | Deportivo La Coruña | 19 | 26 | 6  | 7 | 13 | 35 | 64 | -29 |
|  | 13.  | Real Sociedad       | 17 | 26 | 5  | 7 | 14 | 34 | 54 | -20 |
|  | 14.  | Celta Vigo          | 9  | 26 | 2  | 5 | 19 | 23 | 75 | -52 |

Legenda:
      Campione di Spagna.
  Partecipa agli spareggi interdivisionali.
      Retrocesse in Segunda División 1944-1945.
Regolamento:
Due punti a vittoria, uno a pareggio, zero a sconfitta.
In caso di arrivo di due o più squadre a pari punti, la graduatoria verrà stilata secondo la classifica avulsa tra le squadre interessate che prevede, in ordine, i seguenti criteri:
- Punti negli scontri diretti.
- Differenza reti negli scontri diretti.
- Differenza reti generale.
- Reti realizzate in generale.

## Spareggi

### Spareggi interdivisionali
|                     | Risultati |            | Luogo e data               |
| ------------------- | --------- | ---------- | -------------------------- |
| Español             | 7-1       | Alcoyano   | Barcellona, 16 aprile 1944 |
| Deportivo La Coruña | 4-0       | Constància | Madrid, 16 aprile 1944     |
|                     |           |            |                            |

## Statistiche

### Squadre

#### Capoliste solitarie
|    | ——       | ——       | —— | ——  | —— | —— | —— | ——       | ——       | ——       | ——       | ——       | ——       | ——       | ——       | ——       | ——       | ——       | ——       | ——       | ——       | ——       | ——       | ——       | ——       | —— |  |
|    | Siviglia | Siviglia |    | Val |    |    |    | Valencia | Valencia | Valencia | Valencia | Valencia | Valencia | Valencia | Valencia | Valencia | Valencia | Valencia | Valencia | Valencia | Valencia | Valencia | Valencia | Valencia | Valencia |    |  |
|    |          |          |    |     |    |    |    |          |          |          |          |          |          |          |          |          |          |          |          |          |          |          |          |          |          |    |  |
|    |          |          |    |     |    |    |    |          |          |          |          |          |          |          |          |          |          |          |          |          |          |          |          |          |          |    |  |
| 1ª | 2ª       | 3ª       | 4ª | 5ª  | 6ª | 7ª | 8ª | 9ª       | 10ª      | 11ª      | 12ª      | 13ª      | 14ª      | 15ª      | 16ª      | 17ª      | 18ª      | 19ª      | 20ª      | 21ª      | 22ª      | 23ª      | 24ª      | 25ª      | 26ª      |    |  |

#### Primati stagionali
- Maggior numero di vittorie: Valencia (18)
- Minor numero di sconfitte: Valencia (4)
- Migliore attacco: Valencia (73 reti segnate)
- Miglior difesa: Valencia (32 reti subite)
- Miglior differenza reti: Valencia (+41)
- Maggior numero di pareggi: Siviglia, Barcellona, Granada (8)
- Minor numero di pareggi: Castellon, Sabadell (3)
- Maggior numero di sconfitte: Celta Vigo (19)
- Minor numero di vittorie: Celta Vigo (2)
- Peggior attacco: Celta Vigo (23 reti segnate)
- Peggior difesa: Celta Vigo (75 reti subite)
- Peggior differenza reti: Celta Vigo (-52)